# Futebolista sul-americano do ano 1980
O premio de jogador sul-americano do ano, foi atribuído a partir do ano de 1971 Até 1992
pelo jornal venezuelano "El Mundo". Este premio foi aberto para qualquer jogador sul-americano e foi reconhecído como oficial até o ano de 1985, sendo substituído posteriormente pelo jornal uruguaio, "El País", que recebeu status de oficial em 1986, passando a nomear, o "Rei de futebol da América", Elegendo somente jogadores sul-americanos e de clubes da América do Sul.

## Melhores jogadores do ano
Escolhidos Pelo diário venezuelano "El Mundo", por escritores de futebol da America do Sul. Qualquer jogador sul-americano era  elegível, não importando qual país ou continente ele jogasse.

Top 10
Vencedores
```
  1. Diego MARADONA                 Argentina    
 Argentinos Juniors (Arg)

  2. Artur Antunes Coimbra "ZICO"   Brasil       
 Flamengo (Bra)

  3. Waldemar VICTORINO             Uruguai      
 Nacional (Uru)
```

```
  4. Ubaldo FILLOL                  Argentina    
 River Plate (Arg)

  5. Ruben PAZ                      Uruguai      
 Peñarol (Uru)

  6. Daniel PASSARELLA              Argentina    
 River Plate (Arg)

  7. Toninho Cerezo                 Brasil       
 Atletico Mineiro (Bra)

  8. SÓCRATES                       Brasil       
 Corinthians (Bra)              

  9. Rodolfo RODRIGUES              Uruguai      
 Nacional (Uru)

 10.Julio César ROMERO              Paraguai     
 New York Cosmos (USA)
```